# Ушинська сільська рада
Уши́нська сільська рада (рос. Ушинский сельский совет) — сільське поселення у складі Земетчинського району Пензенської області Росії.
Адміністративний центр та єдиний населений пункт — село Ушинка.

## Населення
Населення — 1087 осіб (2019; 1377 в 2010, 1795 у 2002).